# هيرمان ساهلي
هيرمان ساهلي (بالإنجليزية: Hermann Sahli) (ولد في 23 مايو 1856 - توفي في 28 أبريل 1933) كان عالم في الطب الباطني و في الأصل من برن.
في 1878 نال الدكتوراه من جامعة برن، وبعد ذلك أصبح مساعد لـ لودفيغ يختهايم ((1845 - 1915 في برن. بعد ذلك، سافر إلي لايبزيغ، حيث عمل تحت إمرة جوليوس فريدريش كوهنهيم  (1839 -1884) و كارل ويجرت  (1845 - 1904). بعد ذلك رجع إلى برن كمساعد في عيادة ليشثيمز وفي 1888 أصبح بروفيسور في الطب الباطني. في برن، كما شغل أيضاً منصب مدير في المستشفى الجامعي (عيادة طبية).

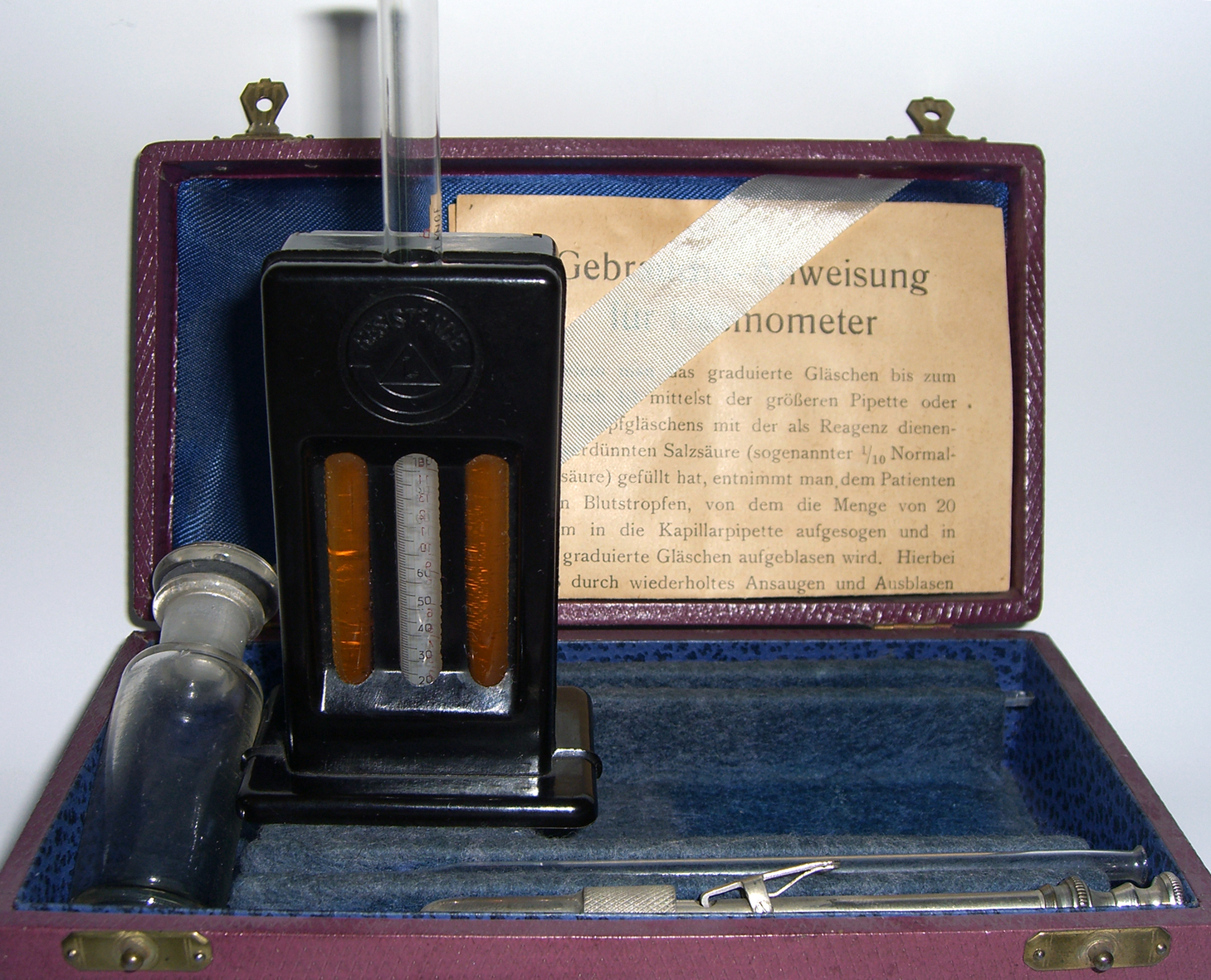
مقياس ساهلي للهيموغلوبين من الفترة 1930.